# Спенгелієві
Спенгелієві (Spengelidae) — родина напівхордових класу кишководишних (Enteropneusta).

## Роди
- Glandiceps Spengel, 1891
- Mazoglossus Bardack, 1997
- Schizocardium Spengel, 1893
- Spengelia Willey, 1898
- Willeyia Punnett, 1903